# اعمال شهدای ایرانی
اعمال شهدای ایرانی (به انگلیسی: Persian Martyr Acts) یا (به انگلیسی: ACTS OF THE PERSIAN MARTYRS) مجموعهٔ بزرگی از متون به زبان‌های سریانی، یونانی، ارمنی، گرجی و سغدی است. این متون آزار و اذیت مسیحیان در دورهٔ شاهنشاهی ساسانی را شرح می‌دهند. تاریخ دقیق نگارش بیشتر آنها نامشخص است، اما عموماً مربوط به قرن سوم تا هفتم و حتی بعد از آن هستند. بیش از شصت متن موجود است که طول آنها متفاوت است. همهٔ آنها به‌طور عمیق مورد مطالعه یا ترجمه قرار نگرفته‌اند. چندین جلد توسط انتشارات گورگیاس منتشر شده است. این متون اغلب با سیستم‌های شماره‌گذاری BHO برای متون سریانی مورد اشاره قرار می‌گیرند. کتاب تاریخ «مار معین» اثر براک راهنمای بسیار خوبی برای مطالعهٔ این متون ارائه می‌دهد.

## اعمال شهدای پارسی در دوران شاپور دوم
اعمال شهدای پارسی، مجموعه‌ای از گزارش‌های شهادت در دورهٔ شاپور دوم (۳۰۹–۳۷۹ میلادی) است. این مجموعه ابتدا توسط اس.ای. آسمانی بر اساس نسخهٔ خطی واتیکان سریانی ۱۶۰ شناخته شد. نسخه‌های جدید و بهتری بعداً کشف شدند که امکان ویرایش جدیدی را توسط پل بجان فراهم کرد، بر اساس نسخه‌های خطی دیاربکر ۹۶، بی.ام. اَد. ۱۴٬۶۴۵ و برلین ساخ. ۲۲۲. منابع دیگری نیز پدیدار شده‌اند؛ با این حال، تنها اعمال شمعون به صورت انتقادی توسط م. کموسکو ویرایش شده است . این مجموعه اسناد دارای یک پس‌گفتار دربارهٔ پیشینهٔ سنت ادبی آنهاست. در این پس‌گفتار آمده است که در زمان آزار و اذیت‌ها، گزارش‌هایی به افتخار قربانیان نوشته شده و این گزارش‌ها به صورت مکتوب نیز وجود داشته‌اند. نویسنده دربارهٔ کار خود توضیحاتی می‌دهد. او می‌گوید که متن او یک اثر آزاد برای ستایش شهدا نیست، بلکه بر اساس اطلاعاتی است که از افراد نزدیک به رویدادها - حتی شاهدان عینی - جمع‌آوری کرده است. او ادعا می‌کند که خود شاهد برخی از شهادت‌های اخیر گزارش‌شده در مجموعه‌اش بوده است. نویسنده همچنین بیان می‌کند که کار خود را به دو کتاب تقسیم کرده است: کتاب اول، بررسی کلی شهدا در پارس و یک ستایش خلاصه از رنج‌های آنها. این سرنخ‌ها امکان شناسایی این سند را در نسخهٔ خطی دیاربکر ۹۶ فراهم می‌کند که فقط بخش ابتدایی آن از بین رفته است؛ این نسخه تمام ویژگی‌های توصیف‌شده در پس‌گفتار را دارد و شامل بخش‌هایی با زنده‌داری بسیار است. نویسنده به‌طور خلاصه به کتاب دوم اشاره می‌کند که شامل روایت‌های تاریخی به ترتیب زمانی دربارهٔ تعدادی از شهدای فردی در دورهٔ شاپور دوم بود. او می‌گوید کارش با اعمال شهادت شمعون بار صباعه، اولین قربانی در آزار و اذیت‌ها، آغاز شده و با اعمال عاقوبشما پایان یافته است. مجموعه‌های موجود نیز با این اعمال آغاز و پایان می‌یابند. اما، در حالی که به نظر می‌رسد چارچوب این انتقال حفظ شده است، متون فردی از بازبینی و تغییر در امان نمانده‌اند و دیدگاه‌های علمی در این باره متفاوت است. به نظر می‌رسد قطعات جدیدی اضافه شده‌اند. در یک مورد، این قطعات جایگزین یک داستان قدیمی شده‌اند، یعنی روایت کشتار بزرگ در بت هوزایی که طبق پس‌گفتار، بخشی از ترکیب اصلی بوده است.

## نویسندهٔ این مجموعه ماروتا از میفرقات بوده است
بر اساس دیدگاهی که از زمان آسمانی بارها بیان شده، نویسندهٔ این مجموعه ماروتا از میفرقات بوده است. این صرفاً یک گمانه‌زنی و بسیار بی‌دقت است. زندگی‌نامهٔ ماروتا (که به زبان ارمنی حفظ شده) که شرح زندگی و کارهای او را ارائه می‌دهد، هیچ اشاره‌ای به این ندارد که او اعمال شهدا را نوشته باشد. همین سکوت در نوشته‌های سوزومن نیز دیده می‌شود که کسانی را که اعمال شهادت را جمع‌آوری کرده‌اند، نام می‌برد. بر اساس شواهد داخلی، گردآورنده باید کار خود را در دورهٔ مشکلات پیش از یزدگرد (۳۹۹–۴۲۰) انجام داده باشد؛ بنابراین، ما با یک منبع بسیار قدیمی سروکار داریم.
یک چرخه از اعمال گروه ویژه‌ای را تشکیل می‌دهد. این چرخه به دلیل طرحی که این متون را به هم پیوند می‌دهد، یعنی ترتیب زمانی، برجسته است. همهٔ آنها به شهدای اسقف‌نشین هدیاب (ادیابنه) مربوط می‌شوند و با سادگی در نگارش مشخص می‌شوند. شواهد داخلی نشان می‌دهد که ریشه‌های آنها به شهادت‌نامه‌های اولیه‌ای که در سنت‌های آیینی کلیسا نگهداری می‌شدند، بازمی‌گردد و آنها را به اسنادی تبدیل می‌کند که از منابع تاریخی قابل اعتماد سرچشمه می‌گیرند. چرخهٔ دیگری توسط سه‌گانه ارائه شده که حول شهادت میلِس می‌چرخد. این متون ابتدا در نسخهٔ خطی واتیکان سریانی ۱۶۰ ظاهر می‌شوند، نسخه‌ای با قدمت زیاد (نوشته‌شده در سال ۷۴۷). اعمال میلِس نشان می‌دهد که قدمت به تنهایی ضامن قابل اعتماد بودن نیست. آنها افسانه و تخیل را به نمایش می‌گذارند؛ جدا کردن حقیقت از فولکلوره رازیقایِه ممکن نیست. چیز کمی را می‌توان پذیرفت، آن هم با احتیاط. از سوی دیگر، اعمال بارشبیا روایتی ساده و بدون هیچ زینتی ارائه می‌دهند و تأثیر بسیار متفاوتی بر جای می‌گذارند. همین مورد دربارهٔ اعمال دانیال و وردا، هر دو از سرزمین رازیقایِه، صدق می‌کند. از نظر ارزش تاریخی، هر متن باید به‌طور جداگانه بررسی شود. سلیقهٔ نویسندگان و کاتبان باعث شده که متون را زینت دهند. هنگامی که جعل‌های آشکار در برابر متونی با صراحت و ارائهٔ مختصر حقایق قرار می‌گیرند، دستکاری‌ها به وضوح نمایان می‌شود. اما حتی چنین آثاری برای شناخت باورهای مردمی و نهادهای اجتماعی، حقوقی و سیاسی قرن‌هایی که در آنها نوشته شده‌اند، مفید هستند. از طریق اعمال قابل اعتمادتر که به‌طور جدی تغییر نکرده‌اند، به داده‌های مهمی دربارهٔ منشأ و مراحل اولیهٔ توسعهٔ مسیحیت - افراد، شرایط و مکان‌ها، و همچنین شواهد مستقیم و غیرمستقیم دربارهٔ باورها و اعمال - دسترسی داریم.

## نمونه‌هایی از گزارش اعمال شهدای ایرانی
پاره‌ای از کارنامه‌های سریانی شهدای مسیحی ایرانی، نه تنها برای تاریخ دینی ایران، بلکه برای تاریخ دستگاه اداری، نهادهای سیاسی، قانون و عرف حقوقی دوره ساسانی نیز ارزش تاریخی فراوانی دارد.
در یکی از گزارش «اعمال شهدای ایرانی» به زبان سریانی، شاهد رفتار جالب توجهی دربارهٔ برداشت غیرایرانی‌ها از توجه ایرانی‌ها به آتش است: وقتی در سال بیست و دوم حکومت یزدگرد از کشیشی به نام هَشو پرسیده می‌شود که چرا آتشکده‌ای را خاموش کرده، و به مذهب ایرانیان بی‌احترامی کرده است، پاسخ می‌دهد، نه آتشکده خانهٔ خداست و نه آذر دختر خدا. در این گزارش، اگر به جای «پسر خدا»، «دختر خدا» آمده است، باید ناشی از این باور ارمنیان باشد که آذر را مؤنث می‌پنداشتند.

## یادداشت
1. ↑  BHO (Bibliotheca Hagiographica Orientalis) یا AMS (Acta Martyrum et Sanctorum)
2. ↑   (Acta martyrum et sanctorum II، لایپزیگ، ۱۸۹۱)
3. ↑   (Acta martyrum et sanctorum II، لایپزیگ، ۱۸۹۱)
4. ↑  (Patrologia Syriaca I/2 پاریس، ۱۹۰۷، ستون ۷۱۵–۹۶۰)
5. ↑   منظور از عبارت «زمان آسمانی بارها» اشاره به این است که در گذشته و در موارد متعدد، دیدگاهی مبنی بر اینکه نویسندهٔ این مجموعه ماروتا از میفرقات بوده است، مطرح و تکرار شده است.

به عبارت دیگر، این دیدگاه یک فرضیه یا ادعایی است که بارها در طول زمان و در میان افراد مختلف یا در منابع مختلف بیان شده است. نویسندهٔ متن با استفاده از این عبارت، بر رواج و تکرار این گمانه‌زنی تأکید می‌کند، در حالی که خود آن را صرفاً یک گمانه‌زنی بی‌دقت می‌داند.
6. ↑  (Historia ecclesiastica 2.14)
7. ↑  (Acta martyrum et sanctorum II، ص ۳۰۷ به بعد)
8. ↑  (Acta martyrum et sanctorum II، ص ۲۶۰ به بعد)